# Robert Tillberg
Nils Folke Robert Tillberg, född 2 februari 1920 i Hjorteds församling i Kalmar län, död 23 mars 2013 i Uzès i Gard i Frankrike, var en svensk skeppsarkitekt, möbeldesigner och företagare. Han var grundare till arkitektfirman Tillberg Design.
Svenska Amerikalinjens M/S Kungsholm, byggd 1965, var Robert Tillbergs första stora helhetskoncept. Tillberg Design har designat ett sextiotal fartyg, inklusive Queen Mary 2, Oriana, och Crystal Symphony.
Robert Tillberg var son till bergsingenjören och industrimannen Erik W. Tillberg, far till konstnären Peter Tillberg samt morfar till kocken och TV-profilen Niklas Ekstedt.